# Лисичанский городской краеведческий музей
Лисичанский городской краеведческий музей — краеведческий музей в городе Лисичанск Луганской области, один из трёх музеев города. Был основан в 1964 году в здании бывшей штейгерской школы (сегодня в ней расположен Музей истории развития угольной промышленности Лисичанского угольного района), а в 1991 году был переведён в новое помещение по адресу проспект Ленина, 94. В музее оформлены 6 экспозиционных залов («Археология и природа родного края», «История развития края в 18-19 столетии», «Лисичанск довоенный ХІХ столетия», «Лисичанск и лисичане в период Великой Отечественной войны», «Современная скульптура», «Украинский дом»), фондовая коллекция насчитывает более 17 000 экспонатов основного и вспомогательных фондов.
В музее проводятся презентации книг краеведческой тематики и научно-практические конференции, встречи с лисичанами, которые внесли свой вклад в историю города, вечера памяти, экскурсии и уроки народоведения, методические занятия и заседания клубов.

## Выставочные залы и фонды
Выставочный зал музея даёт возможность познакомиться с творчеством украинских художников, передвижными тематическими выставками из Киева, Санкт-Петербурга, Луганска и других городов, работами мастеров декоративно-прикладного искусства региона и города.
Знакомство с экспозиционным залам начинается с диорамы, отражающего богатство растительного и животного мира в окрестностях Лисичанска в 1960-х годах — времени создания музея. Дополняют экспозицию отдельные стенды с экспонатами о природе края в разные исторические периоды.
Палеонтологические экспонаты рассказывают о географических особенностях края и вымерших представителях флоры и фауны.
Археологическая коллекция музея знакомит посетителей с памятниками материальной и духовной культуры края, история которого насчитывает около 100 тысяч лет — от каменного века до средневековья.
Экспонаты на стендах музея созданы разными этносами, имеют разный историко-культурный уровень, и отражают прошлое уже не существующих народов. Центром экспозиции по археологии является реконструкция катакомбного захоронения (III—II тыс. до н. э.), материалы для которого предоставлены археологической экспедицией Восточно-украинского филиала института археологии под руководством профессора С. М. Санжарова, проводившей раскопки на территории Лисичанска в 2007—2008 годах.
Возникновение Лисичанска связано с началом промышленной разработки каменного угля в Донбассе и в России. Освоение и заселение земель, возникновение военных поселений, казённых сёл, разведка и добыча полезных ископаемых подготовили зарождение и развитие угольной, химической и стекольной промышленности в Лисичанске, который стал местом, где жили и работали такие учёные, исследователи и инженеры как Л. И. Лутугин, Д. И. Менделеев, И. А. Тиме, и многие другие.
Среди уникальных экспонатов музея можно выделить личные вещи К. Е. Ворошилова: вазу из цельного куска угля, трость из красного дерева, механические настенные часы, морские часы, пенал, ручку, пенсне, шкатулки.
На базе стационарной экспозиции «Украинский дом» проводятся уроки народоведения, тематические вечера и методические занятия.

## Время работы
Вторник — пятница: 8:00 — 17:00
Суббота: 9:00 — 14:00
Выходной: воскресенье, понедельник
Последняя пятница месяца — санитарный день